# Bergsjö
Bergsjö è una città della Svezia, capoluogo del comune di Nordanstig, nella contea di Gävleborg. Ha una popolazione di 1.243 abitanti.